# Rekingen
Pour l’article ayant un titre homophone, voir Reckingen.
Rekingen est une ancienne commune et une localité de la commune de Zurzach, située dans le district argovien de Zurzach, en Suisse.
La commune a fusionné, le 1er janvier 2022, avec les communes de Baldingen, Böbikon, Kaiserstuhl, Rietheim, Rümikon, Wislikofen et Bad Zurzach pour former la commune de Zurzach.